# Flûte d'Alsace
Pour les articles homonymes, voir Flûte (homonymie).

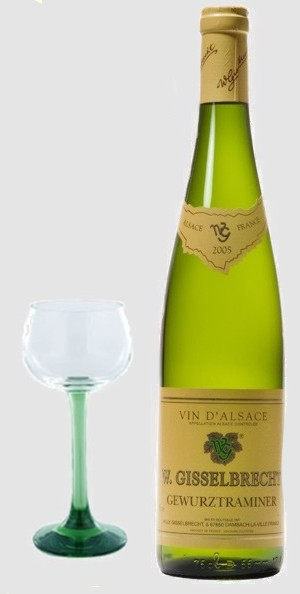
Flûte d'Alsace et verre à vin d'Alsace.

La flûte d'Alsace, ou flute d'Alsace, est une bouteille du type « à vin du Rhin », relativement fine et élancée.
Règlementairement, elle doit être constituée par un corps droit, d'apparence cylindrique, surmonté d'un col à profil allongé dont la hauteur vaut approximativement cinq fois le diamètre de base. Sa partie cylindrique doit arriver approximativement au tiers de la hauteur totale.
Outre les vins d'Alsace, la bouteille du type « à vin du Rhin » peut également être employée en France pour embouteiller le vin de Cassis, le château-grillet, le côtes-de-provence (rouge et rosé), le crépy, le jurançon, le béarn (rosé) et le tavel (rosé). Nombre de vins du nord de l'Italie, d'Allemagne, d'Autriche et d'Europe de l'Est sont mis en bouteille dans des flûtes.

## Vins de France
Un décret du 19 mars 1963 précise la dénomination et la contenance nette des différentes bouteilles à « vins du Rhin » autorisées : le litre-flûte de 100 cl ; la bouteille de 70 cl ; la demi-bouteille de 35 cl et le quart de bouteille de 17,5 cl.

### Vins d'Alsace
Un décret du 30 juin 1971 a, en modifiant la règlementation sur l'appellation alsace, imposé l'utilisation exclusive des flûtes d'Alsace comme contenants des vins d'Alsace.
Une loi du 5 juillet 1972 a rendu obligatoire la circulation et la mise en vente des vins d'Alsace en bouteilles, excluant par là l'utilisation commerciale de fûts, caisses-outres et autres Cubitainers, ainsi que la mise en bouteille de ces vins dans les seuls départements du Bas-Rhin et du Haut-Rhin.